# Raúl de Alba
Raúl de Alba ist ein ehemaliger peruanischer Fußballspieler auf der Position eines Stürmers.

## Leben
Raúl de Alba stand seit der Saison 1947/48 bei der Asociación Deportiva Orizabeña unter Vertrag. Nach deren Rückzug aus dem Profifußball am Ende der Saison 1948/49 wechselte er zum Club Atlante, für den er bis zur Saison 1953/54 spielte. Mit den Azulgranas gewann er zweimal in Folge die Copa México (1951 und 1952) sowie 1952 auch den  Supercup. Für die Saison 1954/55 wechselte er zum Stadtrivalen Club América.
Anschließend spielte er noch für die Aufsteiger der Jahre 1955 und Saison 1956, CD Cuautla und CF Monterrey.